# Общогръцко социалистическо движение
Общогръцкото социалистическо движение (на гръцки: Πανελλήνιο Σοσιαλιστικό Κίνημα – ΠΑΣΟΚ), по-известно с акронима ПАСОК, е лява социалдемократическа политическа партия в Гърция.

## История

### Създаване и начални години на партията
ПАСОК е създадена на 3 септември 1974 г. от Андреас Папандреу. В основаването ѝ участват организации от лявата част на политическия спектър – Общогръцко освободително движение (А. Папандреу), Демократическа отбрана (С. Карагеоргас) и др.
Идеологическата платформа на партията се основава върху формулираната в „Програма за принципите и целите“ от 3 септември 1974 г. политическа цел – създаване на социалистическо обществото, като се отчита гръцката действителност. В Програмата, известна и под името „3-ти септември“, основната политическа цел е формулирана така: „Основна политическа цел на движението е създаването на общество, непозволяващо чужд контрол и намеса, общество освободено от икономическия контрол и влияние на финансовата олигархия, общество, защитаващо нацията и служещо на народа. Националната независимост е неразделна част от народовластието, от демокрацията във всички фази на живота, от постоянното участие на гражданите във вземането на всички засягащи ги решения...“. По-нататък Папандреу обобщава идеологията на ПАСОК в четирите основни принципа: национална независимост, народовластие, свободно общество и демократично правораздаване.
Преди изборите през 1977 г. се провежда общогръцки конгрес на партията, на който се вземата важни решения за по-нататъшното политическо развитие. ПАСОК поема курс към демократическо развитие на социализма, полагат се идеологическите и политическите рамки за спечелване на властта. На конгреса, поради несъгласие с някои оснвони постановки, напускат Никос Констандопулос, Сакис Карагеоргас, Петрос Евтимиу, Ангела Кокола, Мелина Меркури и др.
На произведените на 17 ноември 1974 г. избори за парламент ПАСОК печели 13,58% (15 депутатски места). Така става третата политическа партия, представена в Гръцкия парламент.
На изборите през 20 ноември 1977 г. ПАСОК удвоява местата си в парламента, като печели 25,34% от гласовете (92 депутатски места), и се превръща във втората парламентарно представена партия.
През февруари 1978 г. се провежда 5-о заседание на ЦК на ПАСОК, на което окончателно е уточнена политико-идеологическата стратегия на партията по пътя ѝ към властта. В основата на стратегията залягата националното единство, обществено-политическият съюз с непривилегированите слоеве, демократичност при вземане на политическите решения и превръщане на партията в управляваща политическа сила. На 28 май 1979 г. Гърция е приета в ЕИО като пълноправен член.
През юли 1981 г. на 8-ото заседание на ЦК на ПАСОК е оповестена управленската програма, наречена „Договор с народа“. Основният лозунг в предизборния период е думата „промяна“.

### ПАСОК на власт през 80-те години
На произведените същата година (18 ноември 1981 г.) избори ПАСОК печели 48,72% (173 депутатски места) и става първата управляваща социалистическа партия в историята на Гърция. За министър-председател на новото правителство е избран Андреас Папандреу.
През първия си управленски мандат ПАСОК извършва коренни промени в страната. Няколко месеца след това по негова инициатива Гърция внася меморандум в ЕИО, с който иска преразглеждане на условията и подновяване на преговорите за влизане на страната в ЕС. Признава паравата на всички членове на съпротивата срещу фашистките окупатори и така постига обществено спокойствие в старната. През 1982 г. е създадена Националтата здравно-осигурителна система. Създават се Здравни центрове и задължителна държавна грижа за здравето на населението. Със закон 1264 се възобновява функционирането на синдикатите, признава се правото на стачка. Местното самоуправление се превръща в една от основите на демокрацията. Извършват се сериозни промени в образователната система, дава се независимост на висшите учебни заведения. Направени са промени в Конституцията – разширени са правомощията на министър-председателя, а тези на президента са ограничени.
През 1984 г. се провежда I конгрес на ПАСОК, на който е направена оценка на управлението и за председател на партията е призбран А. Папандреу.
На изборите произведени през 1985 г. ПАСОК печели 45% (161 депутатски места) и отново самостоятелно съставя правителство. За министър-председател отново е избран Андреас Папандреу.
През втория си управленски мандат ПАСОК успява да прокара в Европейския съвет т. нар. „пакет Делор“, с който се удвояват фондовете за земеделието и транспорта. Страната успешно се интегрира икономически и политически в Европа.
На изборите произведени на 18 юни 1989 г. ПАСОК печели 39,15 (125 депутатски места). Нова демокрация печели 44,20% (145 депутатски места), но не може да състави правителство. В последвалите преговори не се постига съгласие за съставяне на коалиционно правителство. На изборите същата година (5 ноември 1989 г.) ПАСОК печели 40,67% (128 депутатски места) – отново не е съставено правителство.

### ПАСОК след края на Студената война
На изборите произведени през 8 април 1990 г. ПАСОК печели 38,62% (125 депутатски места). Изборите са спечелени от Нова демокрация. ПАСОК минава в опозиция.
През септември 1990 г. се провежда II конгрес на ПАСОК, на който е преразгледана политиката водена от партията през последните 5 години. За председател отново е преизбран А. Папандреу. За секретар на ЦК на ПАСОК е избран А. Цохадзопулос.
На предсрочните избори на 10 ноември 1993 г. ПАСОК печели 46,88% (171 депутатски места) и съставя самостоятелно правителство. За трети път министър-председател е Андреас Папандреу.
През април 1994 г. се провежда III конгрес на ПАСОК. Направени са съществени промени в Устава на партията и е потвърден досегашният политически курс. За трети път единодушно А. Папандреу е избран за председател на ПАСОК.
През 1995 г. Димитрис Цоволас, емблематична фигура в партията, напуска ПАСОК създава нова партия – Демократично социално движение. Здравето на Андреас Папандреу се влошава драстично и на 20 ноември 1995 г. той е приет в болница. На следващата година, 17 януари, Папандреу подава оставката си като министър-председател. На следващия ден (18 януари) парламентарната група на ПАСОК избира за министър-председател на мястото му – Константинос Симитис. Андреас Папандреу умира на 23 юни 1996 г.
На 30 юни 1996 г. се провежда Четвъртия конгрес на ПАСОК. За председател на партията е избран Константинос Симитис.
На произведените през юни 1996 г. парламентарни избори ПАСОК печели 41,5%, а на проведените през 2000 г. – 43,79% (158 депутатски места). И в двете правителства за министър-председател е избран Константинос Симитис. На Петия конгрес на ПАСОК Симитис е преизбран за председател на партията. Отново е преизбран на Шестия конгрес (2001).
На 7 март 2004 г. малко преди парламентарните избори, Симитис подава оставка от поста председател на ПАСОК. За нов председател на ПАСОК е избран Георгиос А. Папандреу.
Георгиос А. Папандреу подава оставка през 2011 и лидер става Евангелос Венизелос.
На 6 май 2012 г. ПАСОК претърпява тежко поражение на парламентарните избори, като се класира на трето място и печели само 41 депутатски мандата (13,2%). На проведените на 17 юни нови избори получава 33 места в парламента и 12,3% от гласовете.
След три години на изборите през януари 2015 г. ПАСОК получава само 4,7% от гласовете и става седмата, най-слаба парламентарна партия. Бившият лидер Георгиос Папандреу се отцепва в самостоятелно Движение на демократичните социалисти, но то не успява да влезе в парламента и се разпуска.
Евангелос Венизелос е принуден да подаде оставка, а за нов председател през юни 2015 г. е избрана Фофи Генимата. На предсрочните избори през септември 2015 г. ПАСОК влиза в коалиция с по-малката Демократична левица и двете формации постигат 6,3 % от гласовете и 17 мандата.

## Лидери
- Андреас Папандреу
- Костас Симитис
- Георгиос Папандреу
- Евангелос Венизелос
- Фотини Генимата
- Никос Андрулакис